# Lijst van nummer 1-albums in de LP Top 50 in 1975
Onderstaande albums stonden in 1975 op nummer 1 in de LP Top 50 de voorloper van de huidige Media Markt Album Top 40. De lijst werd samengesteld door de Stichting Nederlandse Top 40.
| Nummer | Datum        | Artiest                | Titel                      | Opmerking     |
| ------ | ------------ | ---------------------- | -------------------------- | ------------- |
| 54     | 4 januari    | Diverse artiesten      | 20 Top Speed Hits          | Verzamelalbum |
|        | 11 januari   | Diverse artiesten      | 20 Top Speed Hits          | Verzamelalbum |
| 55     | 18 januari   | Diverse artiesten      | Music Power                | Verzamelalbum |
|        | 25 januari   | Diverse artiesten      | Music Power                | Verzamelalbum |
|        | 1 februari   | Diverse artiesten      | Music Power                | Verzamelalbum |
|        | 8 februari   | Diverse artiesten      | Music Power                | Verzamelalbum |
|        | 15 februari  | Diverse artiesten      | Music Power                | Verzamelalbum |
|        | 22 februari  | Diverse artiesten      | Music Power                | Verzamelalbum |
|        | 1 maart      | Diverse artiesten      | Music Power                | Verzamelalbum |
|        | 8 maart      | Diverse artiesten      | Music Power                | Verzamelalbum |
|        | 15 maart     | Diverse artiesten      | Music Power                | Verzamelalbum |
| 56     | 22 maart     | Sailor                 | Sailor                     |               |
|        | 29 maart     | Sailor                 | Sailor                     |               |
|        | 5 april      | Sailor                 | Sailor                     |               |
|        | 12 april     | Sailor                 | Sailor                     |               |
|        | 19 april     | Sailor                 | Sailor                     |               |
| 57     | 26 april     | Diverse artiesten      | Alle 13 goed 8             | Verzamelalbum |
|        | 3 mei        | Diverse artiesten      | Alle 13 goed 8             | Verzamelalbum |
| 58     | 10 mei       | George Baker Selection | Paloma Blanca              |               |
|        | 17 mei       | George Baker Selection | Paloma blanca              |               |
|        | 24 mei       | George Baker Selection | Paloma blanca              |               |
|        | 31 mei       | George Baker Selection | Paloma blanca              |               |
|        | 7 juni       | George Baker Selection | Paloma blanca              |               |
|        | 14 juni      | George Baker Selection | Paloma blanca              |               |
| 59     | 21 juni      | Diverse artiesten      | Pop Music                  | Verzamelalbum |
|        | 28 juni      | Diverse artiesten      | Pop Music                  | Verzamelalbum |
|        | 5 juli       | Diverse artiesten      | Pop Music                  | Verzamelalbum |
|        | 12 juli      | Diverse artiesten      | Pop Music                  | Verzamelalbum |
|        | 19 juli      | Diverse artiesten      | Pop Music                  | Verzamelalbum |
|        | 26 juli      | Diverse artiesten      | Pop Music                  | Verzamelalbum |
| 60     | 2 augustus   | Diverse artiesten      | 16 sappige zomersongs      | Verzamelalbum |
|        | 9 augustus   | Diverse artiesten      | 16 sappige zomersongs      | Verzamelalbum |
| 61     | 16 augustus  | Eagles                 | One of These Nights        |               |
|        | 23 augustus  | Eagles                 | One of These Nights        |               |
| 62     | 30 augustus  | Kamahl                 | The Elephant Song          |               |
|        | 6 september  | Kamahl                 | The Elephant Song          |               |
|        | 13 september | Kamahl                 | The Elephant Song          |               |
| 63     | 20 september | Golden Earring         | The Best of Golden Earring |               |
| 64     | 27 september | Alexander Curly        | Vette jus & boerenjongens  |               |
|        | 4 oktober    | Alexander Curly        | Vette jus & boerenjongens  |               |
|        | 11 oktober   | Alexander Curly        | Vette jus & boerenjongens  |               |
| 65     | 18 oktober   | Diverse artiesten      | Disco Mania                | Verzamelalbum |
|        | 25 oktober   | Diverse artiesten      | Disco Mania                | Verzamelalbum |
|        | 1 november   | Diverse artiesten      | Disco Mania                | Verzamelalbum |
| 66     | 8 november   | Reinhard Mey           | Als de dag van toen        |               |
|        | 15 november  | Reinhard Mey           | Als de dag van toen        |               |
|        | 22 november  | Reinhard Mey           | Als de dag van toen        |               |
|        | 29 november  | Reinhard Mey           | Als de dag van toen        |               |
|        | 6 december   | Reinhard Mey           | Als de dag van toen        |               |
| 67     | 13 december  | Thijs van Leer         | Introspection 2            |               |
| 68     | 20 december  | George Baker Selection | A Song for You             |               |
|        | 27 december  | George Baker Selection | A Song for You             |               |

Lijsten van nummer 1-albums in de Nederlandse Album Top 100

1969 ·
1970 ·
1971 ·
1972 ·
1973 ·
1974 ·
1975 ·
1976 ·
1977 ·
1978 ·
1979 ·
1980 ·
1981 ·
1982 ·
1983 ·
1984 ·
1985 ·
1986 ·
1987 ·
1988 ·
1989 ·
1990 ·
1991 ·
1992 ·
1993 ·
1994 ·
1995 ·
1996 ·
1997 ·
1998 ·
1999 ·
2000 ·
2001 ·
2002 ·
2003 ·
2004 ·
2005 ·
2006 ·
2007 ·
2008 ·
2009 ·
2010 ·
2011 ·
2012 ·
2013 ·
2014 ·
2015 ·
2016 ·
2017 ·
2018 ·
2019 ·
2020 ·
2021 ·
2022 ·
2023 ·
2024 ·
2025

Lijsten van nummer 1-albums van de Stichting Nederlandse Top 40

1969 ·
1970 ·
1971 ·
1972 ·
1973 ·
1974 ·
1975 ·
1976 ·
1977 ·
1978 ·
1979 ·
1980 ·
1981 ·
1982 ·
1983 ·
1984 ·
1985 ·
1986 ·
1987 ·
1988 ·
1989 ·
1990 ·
1991 ·
1992 ·
1993 ·
1994 ·
1995 ·
1996 ·
1997 ·
1998 ·
1999 ·
2011 ·
2012 ·
2013 ·
2014 ·
2015
- Nederland
- Nederland (LP Top 50)